# Partit Socialdemòcrata d'Ucraïna
El Partit Social Demòcrata d'Ucraïna (ucraïnès Українська соціал-демократична партія, Ukrayins'ka Sotsial-Demokratychna Partiya, УСДП, USDP) és un partit polític d'Ucraïna. Va ser fundat el 1998 de la unió del Partit Social Demòcrata d'Ucraïna (Соціал-демократичної партії України) i del Partit de Drets Humans (Партії прав людини). El primer líder del partit va ser Vassil Onopenko qui a les eleccions presidencials ucraïneses de 1999 va obtenir 0,47% dels vots.
En les eleccions al Parlament d'Ucraïna de 2002 el partit va formar part de l'aliança electoral Bloc Iúlia Timoixenko. A les eleccions al Parlament d'Ucraïna de 2006 també va formar part de la coalició. A les eleccions al Parlament d'Ucraïna de 2007 continuà com a membre del Bloc Iúlia Timoixenko, que va obtenir 156 dels 450 escons.